# Penzigomyces nodipes
Penzigomyces nodipes är en svampart som först beskrevs av Penz. & Sacc., och fick sitt nu gällande namn av Chirayathumadom Venkatachalier Subramanian 1992. Penzigomyces nodipes ingår i släktet Penzigomyces, divisionen sporsäcksvampar och riket svampar.   Inga underarter finns listade i Catalogue of Life.